# Völkerschlachtdenkmal (Lindau)

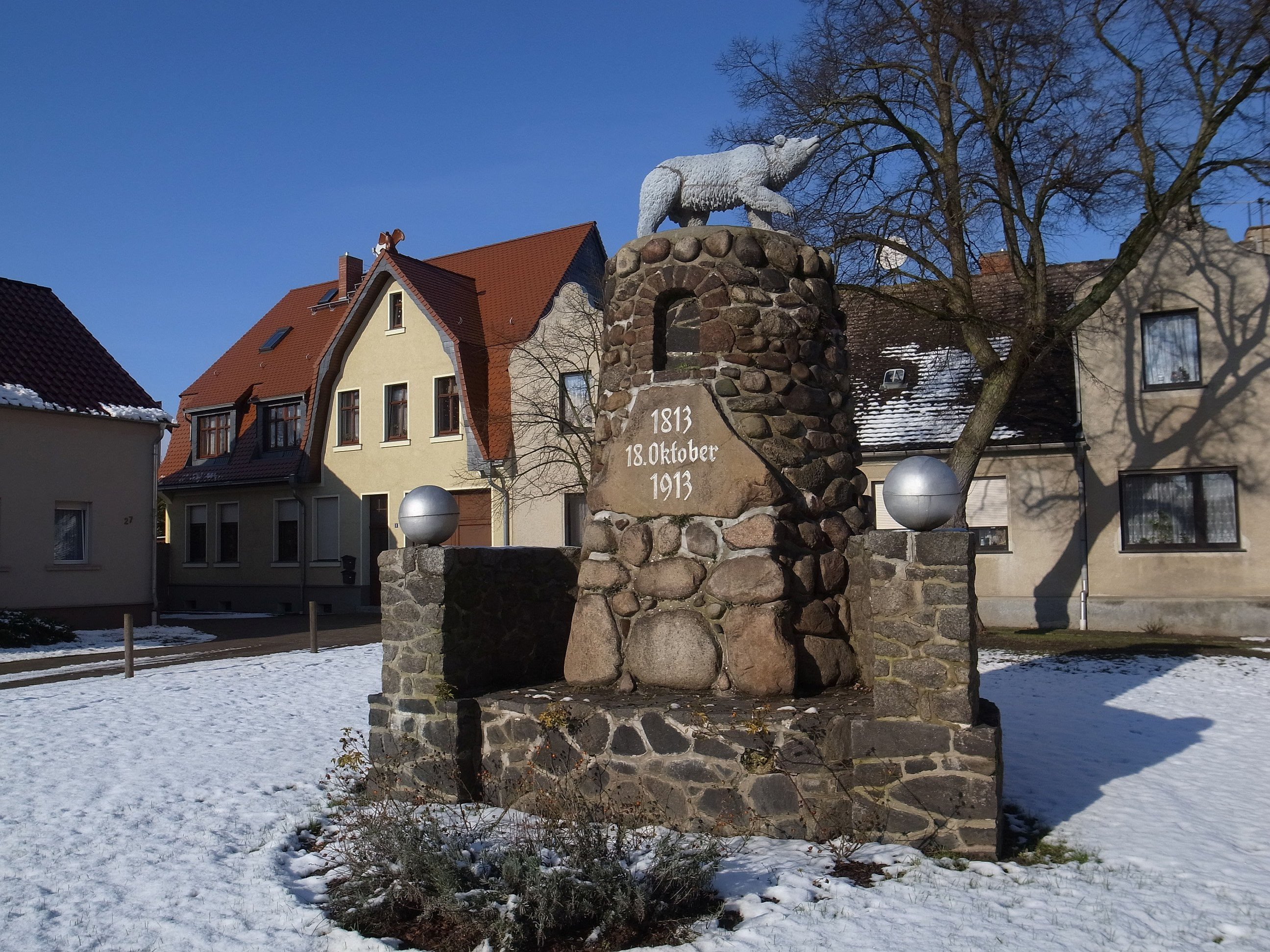
Ansicht von Süden

Das Völkerschlachtdenkmal von Lindau ist ein Denkmal in der Stadt Zerbst/Anhalt im Landkreis Anhalt-Bitterfeld in Sachsen-Anhalt. Das Kleindenkmal steht unter Denkmalschutz und ist im Denkmalverzeichnis mit der Erfassungsnummer 094 41206 als Baudenkmal eingetragen.

## Lage
Im Norden von Lindau steht die Gedenkanlage an einer platzartigen Erweiterung namens Flecken.

## Geschichte und Gestalt
Völkerschlachtdenkmäler in Anhalt sind zumeist schlichte Steine. Teilweise wird diesen Denkmälern, die in der Mehrzahl anlässlich 100. Jahrestages der Völkerschlacht bei Leipzig entstanden, daher sogar der Denkmalwert abgesprochen, so dass man sie lediglich als Gedenksteine bezeichnet. In Städten billigte man ihnen aber ein größeres Budget zu und schuf zumeist turmartige Anlagen, etwa in Zerbst oder in Bad Sülze.
So geschah das zum Jahr 1913 auch in der Stadt Lindau. Heute besteht das Denkmal aus einem zentralen Turm, den ein Bär bekrönt. Dieser an einen Bergfried erinnernde Turm steht auf einer Bodenplatte, die im Stile einer Ruhebank von einem Mauer-Halbrund (Exedra) bekrönt wird, so dass die Mauer den Turm einhegt. Zur Verdeutlichung des Turm-Charakters wurde an diesem ein Rundbogen-Fenster angebracht. Vor dem Turm befindet sich eine zusätzlich Wand, die von einem Stein bekrönt wird, der die Inschrift 1813 / 18. Oktober / 1913 trägt. Zudem werden die Enden des Halbrunds von Kugeln bekrönt.